# David Lynch

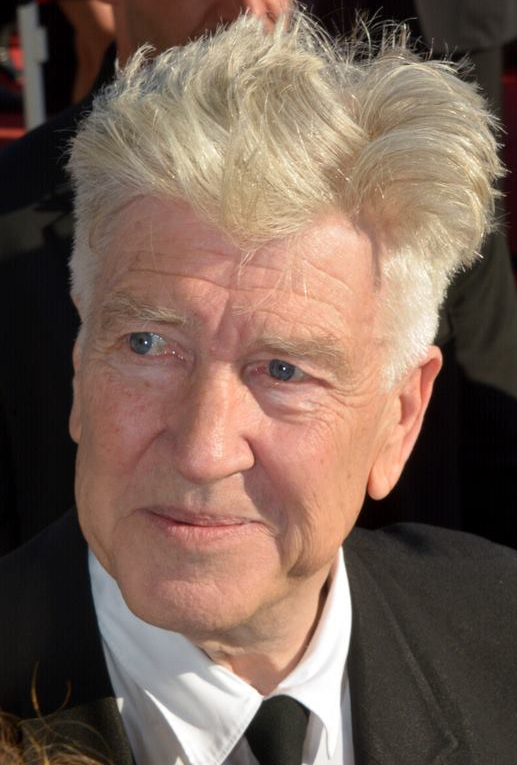
David Lynch, 2017.

David Keith Lynch, född 20 januari 1946 i Missoula, Montana, död 16 januari 2025 i Los Angeles, Kalifornien, var en amerikansk film- och TV-regissör, manusförfattare och musiker. Lynch har hyllats för sina surrealistiska, drömlika och ibland obehagligt berörande filmer och tv-serier, varav Blue Velvet (1986), Twin Peaks (1990–1991, 2017) och Mulholland Drive (2001) hör till de mest kända.
Lynch nominerades till fyra Oscars och tilldelades slutligen 2020 en heders-Oscar "för hans oförskräckta sprängande av gränser i jakten på sin unika filmiska vision."

## Biografi
David Lynchs far var forskare vid jordbruksdepartementet och familjen flyttade ofta innan de bosatte sig i Alexandria, Virginia, där Lynch gick i high school. Han var en oengagerad elev som istället fokuserade på måleri. Efter ett år vid School of the Museum of Fine Arts i Boston började han 1965 studera vid Pennsylvania Academy of Fine Arts i Philadelphia.
Lynch var gift fyra gånger och hade fyra barn. Första äktenskapet med Peggy Lentz varade från 1967 till 1974 och tillsammans fick de dottern Jennifer Lynch som även hon är filmskapare. Från 1977 till 1987 var han gift med Mary Fisk och tillsammans fick de en son. Han hade under 2006 ett mycket kort äktenskap med filmproducenten Mary Sweeney, som han hade en son med sedan tidigare. Hans fjärde och sista äktenskap med Emily Stofle varade mellan 2009 och 2023. Tillsammans fick de en dotter, när Lynch var 66 år gammal. Han hade även ett längre förhållande med skådespelaren Isabella Rossellini mellan 1986 och 1990.
År 2024 uppgav Lynch att han drabbats av lungemfysem, efter att ha rökt i hela sitt liv, och att han sannolikt inte skulle kunna regissera igen. I januari 2025 avled han, 78 år gammal.

## Filmkarriär
David Lynch ägnade flera år åt att försörja sig som målare och skapa kortfilmer innan han slog igenom med kultfilmen Eraserhead 1977. Filmen spelades in av ett litet hängivet filmteam lett av Lynch under fem år på en minimal budget. Den fick till en början ett negativt bemötande men blev snabbt en kultfilm när den började visas sent på amerikanska biografer i storstäderna. Den beundrades av två så olika regissörer som Stanley Kubrick och Mel Brooks. 
Mel Brooks blev David Lynchs beskyddare i Hollywood och såg till att han fick göra sin nästa film under långt mer normala och professionella villkor i England. Resultatet blev den mer konventionella men minst lika hyllade långfilmen Elefantmannen från 1980. Filmen nominerades till åtta Oscars inklusive en nominering för Lynch i kategorin Bästa regi och en i Bästa manus efter förlaga.
Å 1984 kom filmen Dune som bygger på Frank Herberts science fiction-roman med samma namn. Filmen blev inte samma succé som hans två tidigare filmer och försäljningen av biobiljetter blev en besvikelse. Han följde upp Dune med Blue Velvet 1986 som fick ett bättre mottagande och Lynch nominerades återigen till Bästa regi vid Oscarsgalan. Fyra år senare hade roadmovien Wild at Heart (1990) premiär för vilken Lynch tilldelades Guldpalmen vid Filmfestivalen i Cannes.
År 1990 hade TV-serien Twin Peaks, som han skapade tillsammans med manusförfattaren Mark Frost, premiär. TV-serien kom att revolutionera och bana väg för den moderna TV-seriekulturen och blev mycket omskriven och hyllad. Första säsongen av Twin Peaks fick 14 Emmy Award-nomineringar. Inför andra säsongen, som sändes året därpå, försvann en stor del av tittarna. 25 år senare gjorde Lynch en tredje säsong, kallad Twin Peaks: The return, till följd av att serien genom åren uppnått kultstatus.
Långfilmen Mulholland Drive (2001) var från början tänkt att vara en tv-serie. Men ingen av de stora tv-kanalerna valde att köpa in serien, som därför klipptes ner till en film på 2 timmar och 30 minuter. Filmen gav Lynch pris för Bästa regi vid filmfestivalen i Cannes.
Lynch förklarade sällan betydelsen av sina surrealistiska och mystiska filmer och TV-serier för publiken. Han har uppgett att han inte bara var intresserad av själva handlingen i sitt filmskapande utan även av stämningen. Hans filmstil har beskrivits som konstig, läskig och långsam och att han hade en förmåga att infoga det makabra och störande i det vardagliga.

## Utmärkelser
David Lynch har bland annat fått Guldpalmen, det finaste priset vid filmfestivalen i Cannes, för Wild at Heart och har även blivit Oscarnominerad för filmerna Elefantmannen, Blue Velvet och Mulholland Drive. År 2006 tilldelades han Guldlejonet vid Filmfestivalen i Venedig för sin livsgärning.
- Césarpriset,  1982
- Césarpriset för bästa utländska film, för Elefantmannen,  1982
- Guldpalmen, för Wild at Heart,  1990
- Saturn Award,  1993
- Europeiska filmpriset för bästa utomeuropeiska film, för The Straight Story,  1999[8]
- Prix de la mise en scène, för Mulholland Drive,  2001
- Riddare av Hederslegionen,  2002
- Heders-Guldlejonet,  2006
- Guldlejonet,  2006
- Officer av Hederslegionen,  1 oktober 2007[9]
- Heders-Oscar,  2020[10]
- Sitges stora hederspris,  2020
- Eagle Scout
- Goslarer Kaiserring

[Redigera Wikidata]

## Musikkarriär
2001 släppte David Lynch musikalbumet BlueBob tillsammans med John Neff.
2010 debuterade han som soloartist. Den 7 november 2011 släpptes debutalbumet Crazy Clown Time. 2013 släpptes hans andra album, The Big Dream.

## The Angriest Dog in the World
Lynch har även varit verksam som serieskapare till serien The Angriest Dog in the World, som publicerades i Los Angeles Reader 1983–1992. Lynch fick idén till serien redan 1973, under en period som han upplevde mycket ilska och aggressioner.

## David Lynch Foundation
På senare år har David Lynch även fått stor uppmärksamhet för sitt engagemang i organisationen för Transcendental meditation (TM). Lynch har skapat en stiftelse för att stödja utlärandet av TM på skolor bland annat i Syd- och Nordamerika. Tusentals skolelever har redan lärt sig TM, bland annat i innerstadsskolor i Detroit och San Francisco, samt i ett växande antal skolor i Bolivia, Brasilien, Peru och Paraguay. Filmregissören har även turnerat med kvantfysikern John Hagelin och förespråkat TM på universiteten i USA.

## Filmografi i urval

### Långfilmer
- 1977 – Eraserhead
- 1980 – Elefantmannen
- 1984 – Dune
- 1986 – Blue Velvet
- 1990 – Wild at Heart
- 1992 – Twin Peaks: Fire Walk with Me
- 1997 – Lost Highway
- 1999 – The Straight Story
- 2001 – Mulholland Drive
- 2006 – Inland Empire

### TV-serier
- 1990–1991 – Twin Peaks (TV-serie)
- 2017 – Twin Peaks (TV-serie, säsong 3)

### Kortfilmer
- 1967 – Six Men Getting Sick
- 1968 – The Alphabet
- 1970 – The Grandmother
- 1973 – The Amputee
- 1988 – The Cowboy and the Frenchman
- 1990 – Industrial Symphony No. 1
- 1995 – Premonitions Following an Evil Deed (del ur kortfilmssamlingen Lumière et Compagnie)
- 2017 – What Did Jack Do?

## Diskografi
- 2001 – BlueBob (med John Neff)
- 2011 – Crazy Clown Time
- 2013 – The Big Dream